# فلدا
فلدا (به انگلیسی: Felda) شرکت کشاورزی متمرکز مالزیایی است، که در زمینه تولید و پالایش روغن نخل، تولید محصولات کشاورزی و مواد شیمیایی فعالیت می‌کند.
شرکت فلدا در سال ۲۰۰۷ توسط سازمان توسعه فدرال مالزی تأسیس شد و در حال حاضر با در اختیار داشتن بیش از ۸۵۰ هزار هکتار مزرعه نخل روغنی در مالزی، سومین تولید کننده روغن نخل در جهان می‌باشد.
دفتر مرکزی این شرکت در شهر کوالالامپور قرار دارد و بخشی از سهام آن در بازار بورس مالزی معامله می‌شود.